# Eurodusnie
Eurodusnie ist ein linkspolitisches Kollektiv mit verschiedenen Initiativen und Projekten in Leiden (Südholland), das sich gegen den kapitalistischen Charakter der Europäischen Union wendet und sich für ein politisches und gesellschaftliches Zusammenleben im Sinne einer direkten Demokratie einsetzt.
Die Bezeichnung „Eurodusnie“ enthält mehrere Wortspiele: die niederländischen Worte „Euro – dus nie“ (übersetzt etwa: „Euro – bloß nicht“) klingen in der niederländischen Aussprache ähnlich wie der Name des Vergnügungsparks Eurodisney; werden die Buchstaben „d“ und „s“ ausgelassen, erscheint Euro Unie (Europäische Union oder auch Europäische Währungsunion).

## Geschichte
Das Kollektiv Eurodusnie wurde 1997 aus Protest gegen den Vertrag von Amsterdam gegründet. Die Mitglieder waren und sind der Meinung, dass bestehende parlamentarische Institutionen im Grunde korrupt und unfähig sind, um eine „wirkliche Demokratie“ zu organisieren. Eurodusnie unterscheidet sich von den politischen Parteien dadurch, dass sie nicht an der parlamentarischen Politik teilnimmt. Politische Entscheidungen sollten von den Bürgern kommen und nicht von staatlichen Institutionen. Ihrer Anschauung nach soll eine Welt ohne Grenzen, aber mit individueller Selbstbestimmung („individuele zelfbeschikking“) in gegenseitigem Respekt die demokratische Basis zum gesellschaftlichen Zusammenleben bilden. Das Kollektiv besteht aus etwa 25 festen Mitarbeitern (Stand: November 2012) und einigen Dutzend (stets wechselnde Anzahl) freiwilligen Helfern in den verschiedenen „Eurodusnie-Projekten“.
Im Leidener „Vrijplaats Koppenhinksteeg“ sind seit Ende der 1960er Jahre verschiedene Gruppen, Initiativen und Organisationen aktiv. 1967 entstand Eurodusnie aus Protest gegen die politischen Handhabungen des Internationalen Währungsfonds der Welthandelsorganisation, mittlerweile erwuchs daraus eine Antiglobalisierungsbewegung in den Niederlanden. 2005 führte Eurodusnie eine Aktion gegen das europäische Grundgesetz. „Eurodusnie gilt als das beste organisierte anarchistische Kollektiv in den Niederlanden“ (Eurodusnie geldt als het beste georganiseerde anarchistische Collektief in Nederland).

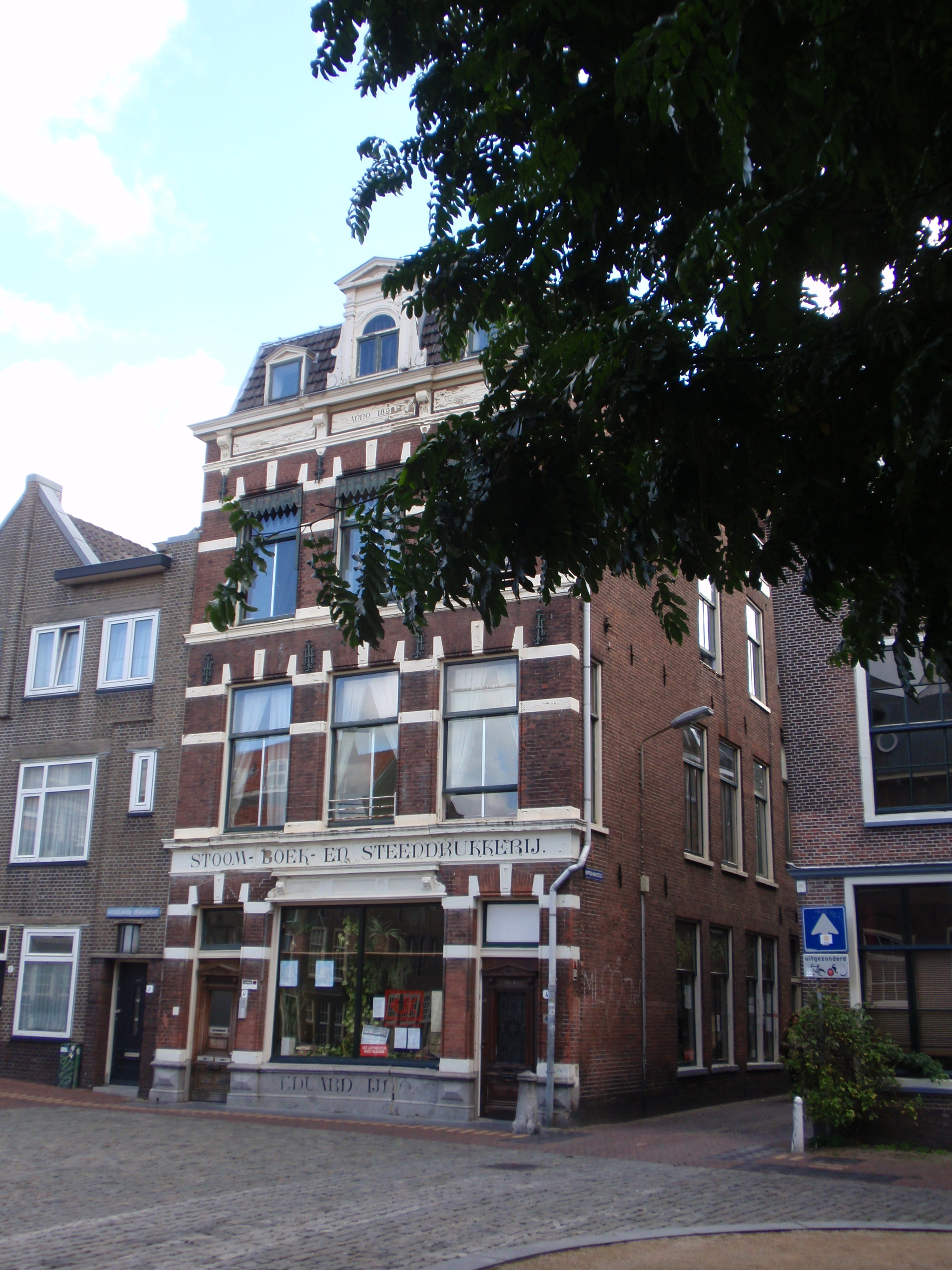
Vrijplaats Koppenhinksteeg

„Koppenhinksteeg“ wird vom niederländischen Geheimdienst („Inlichtingendienst“) als „wichtigstes Zentrum des Anarchismus in den Niederlanden“ gesehen.
Das „Eurodusnie-Hausbesetzerkollektiv“ im „Koppenhinksteeg“ besteht aus fünf besetzten Häusern und begreift sich als „Freistaat“ (Vrijstaat). Auf einer ebenfalls 1997 besetzten Schule, die als „Hauptkwartier“ eingerichtet wurde, ist das „Eurodusnie–Logo“, eine Variante von Micky Maus, angebracht.

## Hintergrund
Eurodusnie ist eines von vielen aktiven Hausbesetzer-Kollektiven in den Niederlanden, die sich erfolgreich gegen Enträumungen der Gemeinden durchgesetzt haben. So zum Beispiel auch „Vrankrijk“ in Amsterdam, „De Blauwe Aanslag“ in Den Haag, in Nijmegen „De Groete Broek“ oder das Oude RKZ in Groningen. Um 1980 gab es schätzungsweise 20.000, 2005 „offiziell“ noch 1000 Hausbesetzer in den Niederlanden („Elsevier“ vom 15. April 2005). Einige der Kollektiven werden von den Gemeinden geduldet (gedoogd), so Eurodusnie, andere konnten den Gemeinden die besetzten Häuser abkaufen, einige erhalten sogar Subventionen: Das Hausbesetzerkollektiv „De Blauwe Aanslag“ (Den Haag) konnte nach einem Umzug in ein leerstehendes Schulgebäude dies für 453.000 Euro kaufen. Für die Renovierung des Gebäudes bekamen sie von der Gemeinde 1,36 Millionen Euro Subvention. 

Eurodusnie stellte für eine „neue Weltordnung“ (nieuwe Wereldorde) ein Programm auf. Darin heißt es unter anderem: Jeder Mensch hat das Recht, sich in einer Welt ohne Grenzen zu bewegen und sich nach seiner Wahl dort niederzulassen, wo er möchte. Die „neue Weltordnung“ respektiert die unterschiedlichen kulturellen Hintergründe der Menschen und die daraus entstehenden schöpferischen Kräfte. Für jeden Weltbürger sollte es ein Basiseinkommen geben. In Form einer direkten Demokratie sollten die Produktionsmittel verteilt werden.

## Aktivitäten
1999 öffnete Eurodusnie den ersten Umsonstladen (Weggeefwinkel) in den Niederlanden. Es besteht eine Kantine mit dem Namen „Las Vegas“, die vegetarische Mahlzeiten anbietet und als Treffpunkt für Obdachlose sowie für politische Diskussionen, Studentenorganisationen und Migranten-Vereinigungen dient. 2004 kamen Initiatoren von „anarchistischen Radiopiraten“ aus den Niederlanden zusammen, um über das zukünftige Bestehen von illegalen Radiosendern zu diskutieren. Darunter waren „Vrije Radios“ (Freie Radios), „Koekoeroe Radio“ (Region Leiden), „Vrije Keyser“, „Radio 100“, „Patapoe Radio“, „Radio Tonka“ (Den Haag) und „Radio Wanklank“ (Wageningen).
Zu den kulturellen Initiativen von Eurodusnie gehörte beispielsweise der „Remember Bob Marley“-Abend 2006 als Gedenkfeier für den Reggaemusiker, wo unter anderem Musikgruppen wie „Cool Vibbes Soundsystem“ auftraten. Darüber hinaus gibt es das „Cultureel Centrum Bar & Boos“ (Kulturelles Zentrum Bar & Boos), eine Antirassismus-Organisation und eine Sportschule: „Chinese Martial Arts Centre Hong Ying“. Eurodusnie galt auch als Inspirationsquelle für die niederländische Gegenkultur.

## Kritik
Eurodusnie gilt als „links-extremistische Aktionsgruppe“. Angeblich sollen die benachbarten Anwohner von der „Anarchie in Leiden“ genug haben, da die Gemeinde die geduldete „linksextremistische Hochburg“ mit erheblichen finanziellen Mitteln unterstützt. Eurodusnie-Aktivisten werden als „Extremisten“, „widerliche Hausbesetzer“ und „arbeitsscheues Gesindel“ angesehen. Ein freiwilliger Mitarbeiter äußerte sich gegenüber der Zeitung de Volkskrant, dass die verschiedenen Gruppen aus Hardcore-Anarchisten und gemäßigten Linken besteht, der jüngste ist 18, der älteste 76 Jahre alt.
2005 Eurodusnie empfing 40.000 Euro Subvention, um eine Kampagne gegen das Europäische Grundgesetz zu führen. Der VVD-Politiker Hans van Baalen entrüstete sich darüber, dass dies ein „grober Fehler“ (grove fout) gewesen sei, weil das Geld wahrscheinlich für die Unterbringung auswärtiger Anarchisten und für Demonstrationen verwendet würde. Schließlich würde man auch keine Subventionen an beispielsweise die „Hells Angels“ zahlen. „Am Anfang waren wir tatsächlich ziemlich provokativ, gegenwärtig sind wir eine sehr breite Organisation“ (Marco van Duyn von Eurodusnie).